# Ray of Light Foundation
Ray of Light Foundation é uma organização sem fins lucrativos criada em 1998 pela cantora e compositora estadunidense Madonna. A fundação leva o nome do sétimo álbum de estúdio de Madonna, Ray of Light, lançado em 1998. Sua principal missão é "promover a paz, a igualdade de direitos e a educação para todos". A organização concentra seus esforços em diversas áreas prioritárias, incluindo o empoderamento feminino, programas educacionais, desenvolvimento global e uma ampla gama de iniciativas humanitárias.

## Fundação
Após anos de apoio a diversas instituições de caridade, Madonna decidiu fundar sua própria organização em 1998, batizando-a com o nome de seu sétimo álbum de estúdio, Ray of Light (1998). A fundação, sediada em Los Angeles, Califórnia, conta com a administração de Melanie Ciccone, irmã da cantora. Segundo Sarah Ezzy, do Global Philanthropy Group, Madonna é a única responsável pelo financiamento da entidade. Seus principais campos de atuação incluem o empoderamento feminino, a educação, o desenvolvimento global e causas humanitárias.

## Atividades filantrópicas

### Eurásia
A Ray of Light Foundation contribuiu para iniciativas na Eurásia, financiando salários de professores em escolas da Faixa de Gaza por meio da Agência das Nações Unidas de Assistência aos Refugiados da Palestina no Próximo Oriente (UNRWA) e oferecendo microcréditos para mulheres agricultoras em parceria com a Associação de Comércio Justo da Palestina. Também apoia a Americans for Peace Now, uma organização que promove uma solução diplomática para o conflito israelense-palestino. A Ray of Light Foundation contribuiu para que 2,600 meninas refugiadas da Palestina tivessem acesso a uma educação inclusiva e de excelência na Faixa de Gaza, conforme registrado no relatório anual da UNRWA de 2018. Após contribuir para a vacina contra a COVID-19 em 2020, Madonna, por meio da Ray of Light Foundation, forneceu assistência financeira à American Near East Refugee Aid.

### Américas
Nas Américas, a Ray of Light Foundation apoiou a Community Organized Relief Effort no Haiti, uma organização fundada por Sean Penn. No ano seguinte, Madonna contribuiu com três organizações de Detroit: Detroit Achievement Academy & Detroit Prep, Downtown Boxing Gym e Empowerment Plan, doando suprimentos como iPods e iPads, além de recursos financeiros para apoiar a construção de uma academia de boxe. Além disso, a fundação tem apoiado pesquisas médicas e organizações de saúde. Em 2007, foi divulgado que Madonna realizou pequenas doações para diversas instituições de saúde, incluindo a TJ Martell Foundation for Leukemia and Cancer Research, além da All Saints Church.

### África
Na África, a fundação contribuiu para diversas iniciativas, apoiando a Raising Malawi, organização beneficente de Madonna, e a Shining Hope for Community, no Quênia. Além disso, colaborou com a buildOn na criação da primeira escola secundária do Mali. Em momentos de crise, prestou assistência ao Fundo Global para Mulheres na Nigéria durante o sequestro das alunas de Chibok em 2014 e à Organização Internacional para as Migrações em 2016.

### Outras campanhas
Em 2019, a Ray of Light Foundation se uniu a uma parceria com a Força-Tarefa Nacional LGBTQ visando a ampliação das iniciativas de prevenção à violência contra essa comunidade, com atenção especial ao impacto sobre mulheres transgênero.